# Lars Peter Afzelius (präst)
Lars Peter Afzelius, född 3 april 1779 i Bolums församling, Skaraborgs län, död 16 juni 1847 i Alingsås landsförsamling, Älvsborgs län, var en svensk präst och politiker.
Afzelius var kontraktsprost och senare kyrkoherde i Alingsås. Han utnämndes också till teologie doktor. Han var även en av ledamöterna i prästeståndet för Skara stift vid ståndsriksdagarna 1828/30, 1834/35 och 1840/41. Han utsågs även till riksdagsman för riksdagen 1844/45, men avsade sig. I riksdagen var han bland annat ledamot i allmänna besvärs- och ekonomiutskottet 1828/30 och 1840/41, i bankoutskottet 1834/35 och i statsutskottet 1828/30, 1834/35 och 1840/41.
Lars Peter Afzelius tillhörde släkten Afzelius med ursprung från Västergötland. Han var son till Per Afzelius, bror till Arvid August Afzelius, far till Anders Johan Afzelius samt farfar till Lars Peter och Bengt Afzelius.